# Moshe David Tendler
Pour les articles homonymes, voir Tendler.
Moshe David Tendler, né le 7 août 1926, dans le Lower East Side de Manhattan, à New York et mort le 28 septembre 2021, à Rochelle Park, New Jersey est un rabbin orthodoxe américain, professeur de biologie à l'Université Yeshiva, spécialisé en éthique médicale. Il est le gendre du rabbin Moshe Feinstein. 

## Biographie
Moshe David Tendler est né le 7 août 1926, dans le Lower East Side de Manhattan,,. Il est le fils du rabbin Yitzchak Isaac Tendler et de Bella Baumrind. Yitzchak Isaac Tendler est originaire de Pologne, un élève du Hofetz Haïm. Yitzchak Isaac Tendler est un des Roshei Yeshiva de Rabbi Yaakov Yosef Yeshiva (RJJ) et rabbin de la Synagogue Kamenitzer, la plus large du Lower East Side. Bella Tendler est une éducatrice, qui donne un cours sur le Traité des Pères, (Pirkei Avot) à la radio pendant de nombreuses années.

### Études
Moshe David Tendler termine en 1947 un B.A. et un Master en 1950 de l'université de New York. En 1949, il obtient sa Semikha de l'université Yeshiva (Rabbi Isaac Elchanan Theological Seminary (RIETS)). En 1957 il obtient un Ph.D. de l'université Columbia.

### Rabbin
En 1951, il devient le premier rabbin de la Synagogue de Great Neck. Plus tard, il devient le rabbin de la Community Synagogue de Monsey, État de New York.

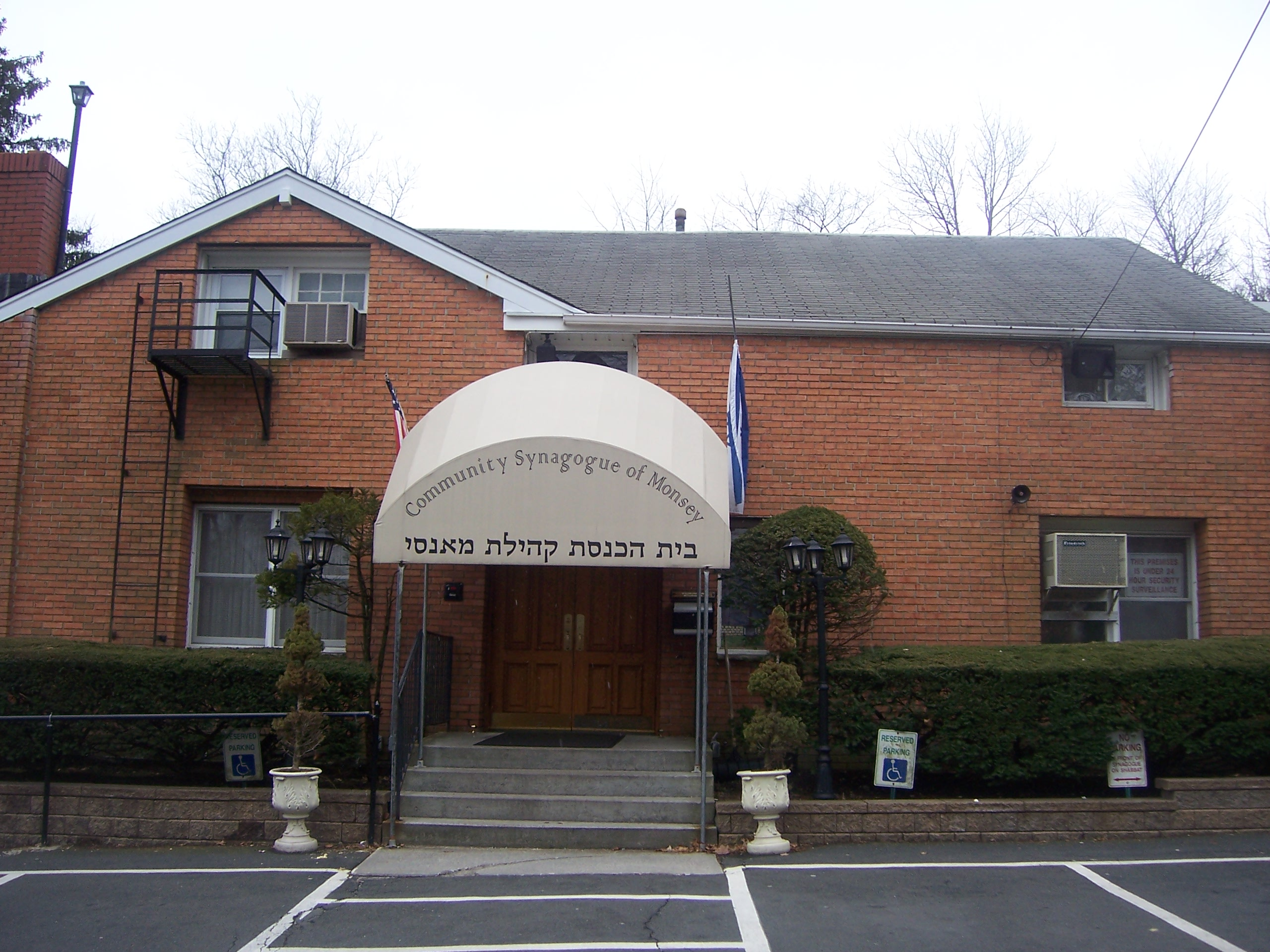
Community Synagogue de Monsey, État de New York

### Rosh Yeshiva
Moshe David Tendler est un Rosh Yeshiva au Rabbi Isaac Elchanan Theological Seminary (RIETS) del'université Yeshiva (et Rabbi Isaac and Bella Tendler Professeur d'Ethique médicale juive et Professeur de Biologie au Yeshiva College, de l'université Yeshiva.

## Œuvres
Articles:
- (en) Rabbi Moshe David Tendler and Dr. Fred Rosner. Dental Emergencies on the Sabbath.
- (en) Rav Moshe David Tendler. Halakhic Death Means Brain Death. Jewih Review, January-February (Kislev-Sh'Vat, 5750) 1990, p. 6-7.
- (en) Rav Moshe on Organ donation - Tendler's analysis of Moshe Feinstein's positions on organ donation.
- (en) John D. Loike and Moshe D. Tendler. Molecular Genetics, Evolution, and Torah Principles, The Torah u-Madda Journal (14/2006-07), p. 173-192.
- (en) The Sixth Miami International Conference on Torah & Science. Excerpts of the Panel Discussion, 13 December 2005. “How Should a Torah-Observant High School Biology Teacher Teach the Origin and Diversity of Species?” Questions from the Audience to the Panelists.

Livres:
- (en) Pardes Rimonim: A Marriage Manual for the Jewish Family. KTAV, 1988.  (ISBN 0-88125-144-5).
- (en) Responsa of Rav Moshe Feinstein: Translation and Commentary KTAV, 1996.  (ISBN 0-88125-444-4)
- (en) Moshe David Tendler & Fred Rosner. Practical Medical Halachah.. Jason Aronson, 1997.  (ISBN 0-7657-9990-1).